# Powierzchnia zabudowy
Powierzchnia zabudowy (Pz) – pojęcie stosowane w prawodawstwie dotyczącym procesu budowlanego, zdefiniowane w odmienny sposób w różnych aktach prawnych. Z tego względu przy podawaniu powierzchni zabudowy wskazane jest podanie przepisu, w oparciu o który została obliczona. Najszersze zastosowanie ma definicja z obowiązującej normy PN-ISO 9836 „Właściwości użytkowe w budownictwie – Określanie i obliczanie wskaźników powierzchniowych i kubaturowych”, która została powołana w Załączniku nr 2 do Rozporządzenia Ministra Rozwoju z dnia 11 września 2020 r. w sprawie szczegółowego zakresu i formy projektu budowlanego, stanowiącym akt wykonawczy Prawa budowlanego. Maksymalna powierzchnia zabudowy jest często jednym ze wskaźników stosowanych w Planach miejscowych i Decyzjach o warunkach zabudowy, regulującym możliwości zabudowy w danym terenie.

## PN-ISO 9836 „Właściwości użytkowe w budownictwie – Określanie i obliczanie wskaźników powierzchniowych i kubaturowych”[1]
5.1.2.1 Przez powierzchnię zabudowy rozumie się powierzchnię terenu zajętą przez budynek w stanie wykończonym.
5.1.2.2 Powierzchnia zabudowy jest wyznaczona przez rzut pionowy zewnętrznych krawędzi budynku na powierzchnię terenu.
Do powierzchni zabudowy nie wlicza się:
- powierzchni obiektów budowlanych ani ich części nie wystających ponad powierzchnię terenu;
- powierzchni elementów drugorzędnych, np. schodów zewnętrznych, ramp zewnętrznych, daszków, markiz, występów dachowych, oświetlenia zewnętrznego;
- powierzchni zajmowanej przez wydzielone obiekty pomocnicze (np. szklarnie, altany, szopy).
Do normy PN-ISO 9836 został wydany Komentarz, który precyzuje rozumienie stosowanych pojęć oraz rozwija otwartą listę elementów drugorzędnych, które nie podlegają rzutowaniu. Loggie i balkony jako elementy nieobudowane nie podlegają rzutowaniu, nie są więc zaliczane do powierzchni zabudowy.

## Rozporządzenie Ministra Rozwoju, Pracy i Technologii z dnia 27 lipca 2021 r. w sprawie ewidencji gruntów i budynków[8]
§ 18. 2. Pole powierzchni zabudowy oblicza się na podstawie prostokątnego rzutu na płaszczyznę poziomą zewnętrznych płaszczyzn ścian zewnętrznych kondygnacji przyziemnej budynku, a w budynkach posadowionych na filarach na podstawie rzutu zewnętrznych płaszczyzn ścian zewnętrznych kondygnacji opartej na tych filarach.

## Rozporządzenie Rady Ministrów z dnia 10 września 2019 r. w sprawie przedsięwzięć mogących znacząco oddziaływać na środowisko[9]
§ 1. 2. Użyte w rozporządzeniu określenia oznaczają:
(...)
2) powierzchnia zabudowy – powierzchnię terenu zajętą przez obiekty budowlane oraz pozostałą powierzchnię przeznaczoną do przekształcenia, w tym tymczasowego, w celu realizacji przedsięwzięcia;